# Master Man
Master Man est le nom de code de plusieurs personnages de fiction, super-vilain appartenant à Marvel Comics. Créé par Roy Thomas et Frank Robbins, le premier Master Man apparut dans Giant-Size Invaders #1 en 1975.

## Biographies des personnages

### Willie Lohmer
Le premier Master Man s'appelait Wilhelm Lohmer, un américain de souche allemande loyal aux Nazis. Plus faible que ses camarades, il fut pourtant sélectionné pour recevoir la version Nazie du Super-sérum, bien plus puissante que celle de Captain America (dont les origines des pouvoirs sont similaires).
Devenu Master Man, champion du IIIe Reich, il devint vite le favori de Hitler et l'aida dans sa propagande aryenne. Au cours de la guerre, il affronta plusieurs fois Captain America et les Invaders, que ce soit seul ou au sein du Super-Axe, l'équipe nazie.
Il fut forcé par le Führer d'épouser Warrior Woman, bien que cette dernière réprouvait l'idée. En 1945 à la fin de la guerre, le couple fut placé en animation suspendue dans deux bunkers secrets de Berlin. Cela faisait partie d'un plan du Baron Strucker pour reconstruire le régime.
Des décennies plus tard, lors de la réunification de l'état Allemand, le couple se réveilla et captura la Torche Humaine originale et Ann Raymond, la veuve de Toro. Ils affrontèrent leur vieil ennemi Namor, et Master Man rencontra Axl Nacht avant de perdre ses pouvoirs et de se faire quitter par Warrior Woman. Dépité, il fit exploser le laboratoire, les tuant apparemment tous.
Lohmer fut pourtant retrouvé dans les ruines, vieilli et gravement blessé. En convalescence, il tenta de s'amender sur sa vie et ses actions maléfiques pendant la Guerre. Il se sacrifia en sauvant la vie de Cable, lors d'une tentative d'assassinat de la part d'un partisan du Club des Damnés. Son corps fut enterré dans les Alpes.

### Axl Nacht
Axl Nacht est un Autrichien dont le père, partisan nazi, s'occupait d'alimenter le projet de préservation Master Man depuis 40 ans. Son père dirigeait publiquement Nacht Corporation et détournait des fonds pour sa mission. Il tomba amoureux de Warrior Woman en regardant les photos de son dossier et se résolut à la posséder. Il fit dupliquer le sérum par un chercheur Nazi et se l'injecta, devenant le second Master Man.
Lors de la réunification de l'Allemagne, il réveilla le couple et Warrior Woman le rejoignit dans sa tentative de former un nouveau Reich. Le nazis affrontèrent Captain America et Namor, et Lohmer, troublé, provoqua l'explosion du laboratoire.
Nacht et sa nouvelle compagne survécurent secrètement et rejoignirent vite l'Axis Mundi.
Nacht se fait depuis appeler Gotteskrieger.

## Pouvoirs et capacités
- Nacht a reçu une version améliorée du Sérum du Super-Soldat nazi. Sa force, sa rapidité, son endurance et son agilité atteignent des niveaux surhumains. Il peut soulever 50 tonnes. Les muscles de ses jambes lui permettent de faire des bonds incroyables.
- Sa peau résiste à la chaleur et aux flammes
- Master Man peut aussi soulever son propre corps psioniquement et voler à vitesse réduite.
- C'est un économiste de formation, doué en commerce et en sciences politiques, et qui a été entrainé au combat au corps à corps.